# Bianco Bianchi
Bianco Bianchi (Quarrata, 6 aprile 1917 – Livorno, 17 luglio 1997) è stato un pistard e ciclista su strada italiano.
Tesserato per l'U.C. Pistoiese, tra i dilettanti fu vicecampione olimpico nell'inseguimento a squadre ai Giochi di Berlino 1936 in quartetto con Mario Gentili, Armando Latini e Severino Rigoni. Fu poi attivo come indipendente dal 1937 al 1946, partecipando anche al Giro d'Italia 1938 con i colori dell'U.C. Modenese.

## Palmarès

### Strada
- 1936 (dilettanti)

Coppa Leopoldo Bozzi
- 1937 (U.C. Pistoiese)

Gran Premio Luigi Pasquali
Gran Premio del Duce - Forlì
Coppa Olmo - Compiobbi

## Piazzamenti

### Grandi Giri
- Giro d'Italia

1938: ritirato

### Classiche monumento
- Giro di Lombardia

1937: 22º

### Competizioni mondiali
- Giochi olimpici

Berlino 1936 - Inseguimento a squadre: 2º